# محمدمهدی باباخانی

محمدمهدی باباخانی در کنار یکی از آثار قلمزنی خود

محمدمهدی باباخانی زادهٔ شهر اراک در سال ۱۳۵۳ خورشیدی، خوش‌نویس، طراح نقوش سنتی، قلمزن و کنده‌کار روی فلز و بنیان‌گذار موزهٔ سلطان‌آباد اراک، اولین موزهٔ خصوصی کشور (موزهٔ سلطان آباد) در شهر اراک، دارندهٔ نشان درجهٔ یک هنری در رشته قلم‌زنی در سال ۱۳۸۴، برگزیده و کارآفرین نمونهٔ استان مرکزی در سال ۱۳۸۲ برای تربیت واشتغال به‌کار بیش از ۶۰۰ نفر هنرجو در رشتهٔ قلمزنی روی فلز در استان مرکزی، دارندهٔ درجهٔ ممتاز خوش‌نویسی در سال ۱۳۷۳، کارشناس وعضورسمی ارزشیابی هنرمندان هنرهای سنتی سازمان میراث فرهنگی در رشتهٔ فلز و زیورآلات، داور اولین و دومین جشنوارهٔ هنرهای سنتی فجر تهران (سال‌های ۱۳۹۵و ۱۳۹۶) 
- محمدمهدی باباخانی را می توان یکی از برترین احیاء گران سبک سلجوقی به شمار آورد؛
- در دوره سلجوقی اجرای گره ها و نقوش هندسی پیچیده و ترکیب بندی کتیبه های خط سرآمد دوره های بعد از خود بوده است ؛وی با پژوهش بسیار در آثار سلجوقی ٬ نقاط قوت و ضعف این دوره را شناخت و همراه با رعایت اصول استفاده از فلزات رنگی و رفع ضعف های نقوش آن زمان (سلجوقی) و در نتیجهٔ پژوهش در آثار صفوی که (نقوش در آن دوره به تکامل رسیده بود) اقدام به خلق آثاری بی بدیل در این سبک کرده؛
- می توان گفت :که تاکنون آثاری در این حد بدون ضعف و در نهایت ظرافت در اجراء و رعایت کلیه تکنیک های این سبک (سلجوقی) که توسط هنر مندانی انگشت شمار در دوره های صفوی٬ قاجاری٬ و پهلوی خلق شده دیده نمی شود؛
- ایشان نیز خالق سنگابی است که هم‌اکنون برای نمایش دائمی در موزهٔ ژنو در سویس نگهداری می‌شود. این اثر در سال ۱۳۸۱ خورشیدی از بین همهٔ آثار هنرهای سنتی برای نمایش دایمی در سازمان مالکیت‌های فکری و معنوی جهان در ژنو انتخاب شد.[۱][۲][۳]

## سایر افتخارات
- دریافت لوح و تندیس یادبود از رئیس‌جمهور وقت برای خلق اثر سنگاب از سوی سازمان مالکیت معنوی ملل متحد در خرداد ۱۳۸۱،
- برگزیدهٔ نهمین نمایشگاه بین‌المللی قران کریم تهران در رشتهٔ قلمزنی،
- برگزیدهٔ جشنوارهٔ هنرهای سنتی رضوی در سال ۱۳۸۶،
- برگزیدهٔ اولین جشنوارهٔ هنرهای سنتی جوانان ایران جوانه‌های خیال،
- برگزیدهٔ دومین جشنوارهٔ تخصصی فلزکاران معاصر ایران در سال ۱۳۸۲،
- مجموعه‌دار آثار تاریخی و هنری قدیم ایران دررشتهٔ فلز، خوشنویسی و نقاشی،
- مؤسس اولین موزهٔ خصوصی سلطان‌آباد در شهر اراک در سال ۱۳۸۶،
- برگزاری چند نمایشگاه داخلی و خارجی در دبی (امارات متحد عربی) (در سال‌های ۱۳۷۷ و ۱۳۸۵)؛ الجزایر (در سال ۱۳۸۵)؛ دوحه (قطر) (در سال ۱۳۹۰)؛ بخارست و ویاش (رومانی) (در سال ۱۳۹۱)؛ لوبلیانا (اسلوانی) (در سال ۱۳۹۱)؛ الماتی (قزاقستان) (در سال ۱۳۹۶).
- داور دو دوره جشنواره صنایع دستی و هنرهای سنتی فجر
- دریافت نشان دست خلاق در جشنواره بین المللی صنایع دستی اصفهان (درسال ۱۴۰۰)

## محل نگهداری برخی از آثار

سنگاب، یکی از اثاز محمدمهدی باباخانی که برای نمایش دائمی در موزهٔ ژنو نگه‌داری می‌شود.

- سنگاب، یکی از اثاز محمدمهدی باباخانی که برای نمایش دائمی در موزهٔ ژنو نگه‌داری می‌شود.موزهٔ سعداباد (۳ اثر)
- موزهٔ جماران تهران (۳ اثر)
- موزهٔ آستان قدس رضوی مشهد (۱ اثر)

گلدان نقره و طلا اثر محمدمهدی باباخانی، موزهٰ حسن پور اراک.

- گلدان نقره و طلا اثر محمدمهدی باباخانی، موزهٰ حسن پور اراک.موزهٔ حسن‌پور اراک (۵ اثر) معروف خانه حسن پور
- آثاری در مجموعه‌های خصوصی در ایران، فرانسه، ایتالیا، هلند، کانادا، آمریکا و دبی،
- طراحی، نظارت و اجرای قلمزنی ضریح ابراهیم مجاب در کربلا.
- باغ موزه نگارستان (۲ اثر) چراغ لاله نقره به وزن ۱۶ کیلو گرم.

## پیوند به‌بیرون
- بشقاب حکاکی شده با طلا و نقره، اثر استاد محمد مهدی باباخانی
- موزهٔ سلطان آباد
- محمد مهدی باباخانی بنیانگذار موزه ی سلطان آباد
- آشنایی با مؤسس نخستین موزهٔ خصوصی در اراک
- اثر هنرمند اراکی در سازمان ملل